# Hiʻiaka (mjesec)
Hiʻiaka je jedan od dva poznata prirodna satelita patuljastog planeta 136108 Haumea. Otkrili su ga Michael E. Brown, Chad Trujillo i David Rabinowitz 26. siječnja 2005. Nazvan je po Hiʻiaki, Haumeinoj kćeri.

## Fizička svojstva
Pretpostavljajući sličan albedo, promjer Hiʻiake iznosi 22% matičnog tijela odnosno oko 340 km. Analiza infracrvenog spektra otkrila je da površinom mjeseca dominira vodeni led. Prisustvo spektroskopskih vrpci oko 1,65 µm otkriva da se led uglavnom nalazi u kristalinskom obliku. Nije poznato zašto se vodeni led na površini nije pretvorio u amorfnu strukturu kao što se očekivalo zbog konstantnog utjecaja kozmičkih zraka.